# Cephalomastax brevis
Cephalomastax brevis är en djurart som tillhör fylumet slemmaskar, och som beskrevs av Jirô Iwata 1957. Cephalomastax brevis ingår i släktet Cephalomastax och familjen Valenciniidae. Inga underarter finns listade i Catalogue of Life.